# اسطوره‌شناسی مازندرانی
اسطوره‌شناسی مازندرانی یا افسانه‌های مازندرانی شامل مجموعه‌ای از باورها، اعتقادات و اعمال گروهی توسط مردم مازندران است.
افسانه‌های مازندرانی مبتنی بر ایمان مردم مازندران به موجودات افسانه‌ای و نیمه افسانه‌ای و حاملان خیر و شر است. این داستان‌ها قرن‌ها به صورت شفاهی در بین مردم محلی نقل می‌شد. گروه بزرگی از این موجودات افسانه‌ای به عنوان داستان‌های جداگانه بخشی از باور و فولکلور اقوام تبری شدند.
مازندران به دلیل قرار گرفتن در میان رشته کوه‌های البرز، جنگل‌های هیرکانی و دریای خزر از تنوع بی‌شمار افسانه‌ها و اسطوره‌های حماسی و عاشقانه کهن برخوردار است.
مازندران در دنیای افسانه و اساطیری، چنان اصل و ریشه‌ای قوی دارد که فرع و شاخه هایش تا جهان واقعیت امتداد می‌یابد.

## شخصیت‌های اساطیری

### آرش کمانگیر
فرهنگ مازندرانی پیشینه‌ای باستانی دارد و نفوذ آن با قهرمانانی چون آرش کمانگیر حتی در اساطیر ایرانی یافت می‌شود. روایت کلی این است که در نبرد ایران و توران، توافق بر این شد که یکی از ایرانیان، تیری بیندازد و جای فرود تیر، مرز دو طرف شود. آرش، از فراز البرز تیری انداخت و جان خود را همراه آن گذاشت تا پیکارها پایان یابد.
آرش کمانگیر از مشهورترین و گرانبهاترین اساطیر منطقه طبرستان، ایران و جهان است که علاوه بر شاهنامه از او در اوستا هم یاد شده است. عشق در اسطوره آرش کمانگیر به معنای عشق به جنس مخالف نیست، بلکه عشق یک شخص به سرزمین خود می‌باشد.
داستان آرش توام با غرور و عشق ملی است که برای سربلندی و آزادگی سرزمین و مردم خود حاضر شد جانش را فدا کند.

## عشاق اسطوره‌ای

### مینا و پلنگ

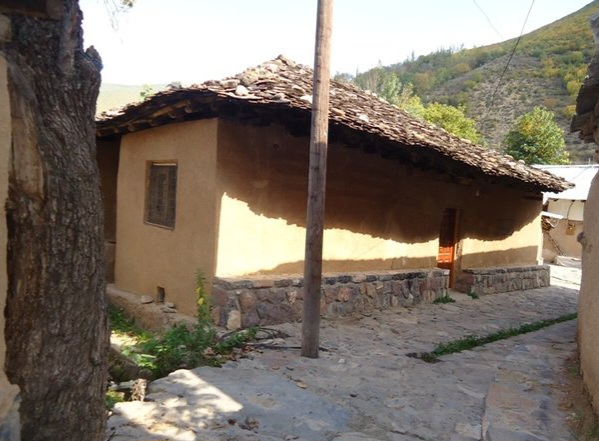
خانه مینا و پلنگ

مینا زمانی که دنبال جمع اوری چوب بود با صدای بلند آواز می‌ خواند تا بر ترس و تنهایی خود در جنگل های هیرکانی غلبه کند، با این کار پلنگی عاشق صدای زیبایش شد تا حدی که ردپای مینا را بو کشید و خانه‌اش را پیدا کرد تا شب‌ ها او را ببیند. شبی پلنگ به پشت بام خانه مینا راه یافت. مینا سرو صدایی از پشت‌بام شنید و از نردبان بالا رفت، زمانی که پلنگ را دید بی‌ هوش شد. این نردبان در موزه کندلوس نگهداری می‌شود تا سندی بر قصه مینا و پلنگ باشد.

### امیر و گوهر
امیر و گوهر جزو روایات عشقی افسانه ای است که در هر منطقه از مازندران هر راوی گوشه ای از حالات امیر و گوهر را به طور خاص و مینی مالی بیان می‌کند. به جز نسل های جدید، هر مازندرانی از این داستان با خبر است و با آن زندگی کردند. امروز سالخوردگان مازندرانی داستان امیر و گوهر را با عشق های آتشین مقایسه می‌کنند و مثال می‌زنند.
امیر و گوهر روایت عشق افسانه ای است که در هر منطقه از مازندران روایت خاص خودش را دارد. هر یک از راویان گوشه ای از حالات امیر و گوهر را بیان می‌کنند. در حقیقت راویان مناطق مختلف مازندران به فراخور همان منقه با برش کوتاهی از یک داستان بلند یا زندگینامه، یک نوع داستان مینی مالیستی از عشق امیر و گوهر خلق کردند.
همچنین این افسانه عشقی بن‌مایه و ریشه بسیاری از شعرسرایی‌ها و ترانه‌سرایی‌های تبری است.
راویان همواره منظومه امیر و گوهر را همراه با بیان سرگذشتی از مردان دشت، دهقانان و کشاورزان  تبرستان با زبانی کنایه‌وار در بستر آواز بیان می‌دارند. در عین حال که بسیاری از اشعار بر جای مانده در این سرگذشت‌ها را راویان در طول تاریخ ساخته و پرداخته‌اند. بخش اعظمی از افسانه امیر و گوهر هم شامل مرور زمان شد، اما همچنان قسمت‌هایی از آن افسانه‌ها بین مردم به حیات خود ادامه می‌دهد و با روح و روان مردم مازندران عجین شده‌است.
در فرهنگ عامه مازندران، امیر دلبری به نام گوهر داشت. در آغاز این افسانه آمده‌است امیر دهقانی بود که نزد اربابش کار می‌کرد. او دختری به نام گوهر داشت که برای امیر غذا بر سر جالیز می‌آورد و امیر و گوهر با دیدن هم، به یکدیگر علاقه‌مند می‌شوند و در همین میان سواری نقاب‌دار به امیر نزدیک می‌شود و از او می‌خواهد از جالیزش خربزه‌ای بیاورد. امیر با تعجب می‌گوید هنوز زمان برداشت خربزه فرا نرسیده‌است، اما امیر با اصرار سوار وارد باغ می‌شود و شگفت‌زده خربزه‌های فراوان را انباشته برهم می‌بیند. سپس خربزه‌ای جدا می‌کند و برای سوار می‌آورد، سوار نیز خربزه را به امیر می‌دهد تا نصف را خودش و نصف دیگر را گوهر (معشقوقه‌اش) بخورند. امیر همین کار را می‌کند و هر دو با خوردن خربزه شاعر می‌شوند.
بنا به اعتقاد عموم مردم مازندران، امیر نام و لقبی است که امام علی (ع) به او عطا کرد و سوار این داستان همان امام‌علی (ع) است. شاعر شدن امیر نیز به خاطر خربزه‌ای که امام به او می‌دهد اتفاق می‌افتد و همین رخداد سبب ایجاد مثلی در مازندران شده که می‌گویند:
خربزه خوردی شاعر شدی.
روایتی که در قسمت‌های مرکزی استان مازندران سینه به سینه گشته‌است حکایت از وفاداری امیر و اشتیاق وی به دیدن گوهر دارد به صورتی که امیر برای گوهر پیغام فرستاد که:
دلتنگت شدم می‌خواهم ببینمت.
گوهر پیغامی می‌فرستد که:
در حال کوچ به ییلاق (احتمالاً ییلاق تیرنکلا. ییلاق مردم اغوزبن آمل) هستیم و تو سر راه در دره زنگره فلد(دره‌ای در روستا انبارده شهرستان نور. سر راه ییلاق) بایست و من جلوتر از خانواده به راه می‌افتم وآنجا همدیگر را خواهیم دید.
امیر به زنگره قلد محل قرارشان می‌رود و افسوس از اینکه گوهر بر سر قرار حاضر نمی‌شود و امیر تا فصل پاییز که زمان کوچ از ییلاق به مناطق قشلاق است منتظر گوهر می‌ماند. فصل ییلاق به پایان می‌رسد و گوهر از ییلاق به سوی روستای قشلاقیش " اغوذبن "به راه می‌افتد گوهر وقتی به"زنگره قلد"می‌رسد، سایه یک سیاهی را می‌بیند. جلوتر می‌رود می‌بیند امیر است که زیر درخت ایستاده و روی سرش کلاغ لانه درست کرده‌است. امیر می‌گوید:
از همان صبحی که گفتی اینجا تو راببینم اینجا ایستاده‌ام.
گوهر گفت:
قرار بود صبح کوچ کنیم ولی همان شب به راه افتادیم.
انتظار امیر در طول تاریخ این افسانه با شعر و موسیقی و ترانه‌سرایی همراه است که امروز با زبان تبری در روستاهای مازندران به خصوص مناطق کوهستانی توسط مردم محلی خوانده می‌شود و زنده است.
| اون وقت اگر مجنون لیلی عشق داشت بی    |
| فرهاد گلنک ره دوش هَنیاو داشت بی       |
| اون وقت که‌هیچ‌کس مِهر ره به دل نکاشت بی |
| اسا امیر، مِهرِ گوهر، دل دکاشت بی       |
| آخِر داغِ شیرین، جان ره شِه گذاشت بی     |
| تِنِه دو گل و یاسمن، بو نداشت بی        |

### طالب و زهره
بنا به روایت مردم محلی در حدود سال ۱۰۰۵ هجری پسری به‌نام طالب از اعیان آمل را به مکتب می‌فرستند. او با اشتیاق فراوان علوم رایج زمانه را فرا می‌گیرد. پس از چندی در همان مکتب‌خانه عاشق ختری به نام زهره می‌شود که هم‌کلاسی او بود. بعد از مدتی بین آن دو مراوده و دوستی برقرار می‌گردد. از آن‌جایی که با هم همسایه بودند، طالب هر روز از دیوار خانه‌اش بالا می‌رفت و زهره هم به بهانه یافتن چیزی کنار پنجره می‌آمد و این دو با یکدیگر ملاقات می‌کردند. از طرفی در مکتب‌خانه هم وقتی در نبود «ملا قربان» (معلم مکتب) جانشین او «مشهدی علی مردان» اداره مکتب را به عهده می‌گرفت، طالب و زهره از فرصت استفاده نموده در کنار هم می‌نشستند و به این احساس عاشقانه ادامه می‌دادند. در این دلبستگی‌ها و مراودات بود که طالب گردنبند موروثی مادرش را به یادگار به زهره می‌دهد.
طولی نکشید که ماجرای عشق آن‌ها برملا شد و زهره به طالب هشدار می‌دهد که تا دیر نشده به خواستگاری بیاید؛ چرا که برای او خواستگار دیگری به نام «قادر» پیدا شده‌است، در این بین نامادری طالب بهانه می‌آورد و می‌خواهد خواهرزاده‌اش را به طالب بدهد. این نامادری به بهانه‌ای او را به گالشی می‌فرستد، بالاخره بعد از کشمکش زیاد طالب به خواستگاری زهره می‌رود اما قادر راه را بر او می‌بندد. برادر زهره هم با تبرزین طالب را مجروح می‌کند. زهره که بعداً متوجه می‌شود، سخت ناراحت شده و به شکل درویشی درمی‌آید و از حال طالب خبر می‌گیرد، بالاخره درمی‌یابد طالب نجات یافته‌است.
از طرف دیگر، نامادری زهره هم که مرتب از خواستگار زهره یعنی قادر پول و هدایا می‌گیرد، برای دور کردن طالب از زهره در ماهی آزادی که طالب برای زهره صید کرد و هدیه آورده بود، داروی بیهوشی ریخته، به دست زهره می‌دهد. زهره که از این ماجرا بی‌خبر است این غذا را به طالب می‌دهد و او هم با خوردن آن بیهوش شده و برای مدتی عقل از دست می‌دهد. طالب که فکر می‌کرد زهره دانسته دست به چنین کاری زده، او را به بی‌وفایی و خیانت متهم کرده، با ناراحتی از آمل گریخته، به کاشان که آن زمان جزء جغرافیای تبرستان محسوب می‌شد می‌رود، اما زهره بی‌قرار هرچه مویه می‌کند و می‌گردد او را نمی‌یابد. وقتی می‌فهمد طالب به شهری دوردست رفته‌است سعی می‌کند با گردنبندی که از او به یادگار گرفته خود را خلاص کند اما در این کار موفق نمی‌شود. او پس از نجات ازدواج می‌کند.
طالب که به هند رفته و در آن‌جا به افتخار رسیده در سال ۱۰۳۶ درمی‌گذرد. وقتی خبر از دنیا رفتن او به زهره می‌رسد، از داغ و فراق و نبود طالب آشفته شده، کنار رودخانه‌ای می‌رود و از ماهی سراغ طالب را می‌گیرد؛ چرا که قبلاً چند بار طالب و زهره به آجا رفته بودند. زهره که در عالم خیال و رؤیا و به یاد دوران گذشته با ماهیان صحبت می‌کند، دیگر به خانه برنمی‌گردد و برای همیشه ناپدید می‌شود.
بخشی از منظومه طالب و زهره به این شرح است:
| کوی کوتر بیمه دارِ قارقاری/خشک چوی سر خدا بسازم کلی          |
| خورده مار سر بشته لاقلی سری/دله ره دکرده بیهوشه داری        |
| طالب بخرده و بهیه راهی/طالب مه طالب خدا طالب فراری          |
| انده بوردمه تا دریوی پلی/دریوی پلی یار جفت انجلی            |
| ونه سر نیش بیه کوتر چمپلی/های کوتر چمپلی ته مه طالب ره ندی؟ |

## افسانه‌ها

### کیجا بور
امده است سلطان ملازمان و همراهانش برای شکار از منطقه کیجابور در حوالی روستای بندپی عبور می‌کرد که به دختر زیبارویی بر می‌خورد، و دستور می‌دهد تا دختر را به بارگاه او بیاورند.
چون دخترک تا آن زمان پاک و معصوم از گناه بوده، ندایی از درون به او الهام می‌شود که " کیجا بور!" یعنی دختر فرار کن و خود را از گناه برهان. دخترک به سمت کوهستان پیش می‌رود، اما سلطان رهایش نمی‌کند و در پی او روانه می‌شوند. درست زمانی که دخترک از نفس می‌افتد و دیگر توان فرار ندارد، به فرمان خدای ارحم الراحمین کوه دهان باز می‌کند و دخترک را می‌بلعد و دخترک از گناه محفوظ و مصون می‌ماند.

### بم سری کیجا
افسانه ای به نام 'بم سری کیجا' (به معنای دختر روی بام) وجود داشت. این شخصیت خیالی چیزی شبیه لولو خورخوره بود و برای ترساندن بچه ها بکار می‌رفت. در باور مردم مازندرانی آمده است که بچه های مزاحم توسط این موجود دزدیده می‌شدند.

### قصه ککی
قصه ککی یکی از افسانه‌های غرب مازندران می‌باشد که در منطقه نور، کجور، چالوس، کلاردشت و لنگا رواج بسیار دارد طبق این افسانه، زن و مردی در در جنگل‌های هیرکانی ساکن بودند که دختری به نام ککی داشتند؛ آشیانه آنان از عشق و صفا لبریز بود و دخترک از محبت‌های پدر و مادر سهمی سرشار داشت و زندگی آنان به شکلی دلپذیر می‌گذشت تا اینکه زن بیمار شد و به مرگی نابه‌هنگام درگذشت.
ککی در سوگ مادر اشکها ریخت و زاری‌ها نمود، گریه‌هایش در سکوت وهم‌انگیز جنگل پاسخی نداشت تنها پرندگانی که برشاخساران درختان بلند آواز می‌خواندند سنگ صبور اندوه‌های دخترک می‌شدند.
پدر ککی پس مدتی همسری را اختیار نمود و آن زن را به خانه آورد، زنی نامهربان و پرخاشگر که به چیزی جز هوسها و خواهشهای دل خود توجهی نداشت، ککی از زندگی جدید نصیبی جز خوی تند و بی‌مهری‌های بی‌حساب نامادری نبرد، وقتی پدر از خانه بیرون می‌رفت، به جای محبت‌ها و عشق‌هایی که در گذشته نثارش می‌شد ناسزا می‌شنید و بدنش زیر ضربات نامادری‌اش کبود داشت، شکایت‌های ککی به پدرش و شکوه از آن همه ستمگری سودی نمی‌کرد و ککی در میان دنیا مملو از بی‌محبتی و سنگدلی تنها می‌شد. تنها دلخوشی ککی پارچه‌های قشنگ ابریشمی دست بافتی بود که مادرش در صندوق به یادگار گذاشته بود تا جهیزیه عروسی‌اش باشد. روزهای اندوهش با بازکردن صندوق و لمس پارچه‌ها می‌گذشت، نامادری ککی روزی تکه یخی بزرگی لابلای جهیزیه ککی گذاشت و در صندوق را بست پس از مدتی ککی چون گذشته به سراغ پارچه‌هایش رفت ولی با افسوس و حسرت آنها را پوسیده یافت. اندوهش را حدی نبود برتنهایی و بی کسی خود اشک می‌ریخت و با حالی پریشان به جنگل رفت. دیگر چیزی او را به گذشته حتی به زندگی پیوند نمی‌داد، ککی به بیخیالی و آزادی پرندگان جنگل غبطه می‌خورد و آرزو می‌کرد چون آنان می‌توانست برگسترهٔ وسیع جنگل پرواز شادمانه داشته باشد.
خداوند بر تنهایی او رحمت آورد و او را مبدل به مرغی کرد ولی سرگذشت ککی با فرار از دنیای آدم‌ها پایان نیافت، در بهار وقتی، شیره طبیعت در رگهای زندگی به جریان می‌افتد، ککی نغمه سر می‌دهد و قصه غصه‌هایش را بازگو می‌کند، با گفتن ککی بود بود (ککی بیه بیه) از خود و غم‌هایش سخن می‌گوید و به انسان‌ها یادآوری می‌کند این تنها قصه من نیست و داستان طولانی ما و شماست و قصه اندوهبار فرزندان بی مادری است که در بند نامهربانی اسیرند.

### دوال پا
دوال‌پا موجودی شیطانی مشترک در باور مردم مازندرانی و مردم کرد است، که از پاهای منعطف و چرم مانند خود به عنوان شاخک برای گرفتن انسان استفاده می کند. اسیران به بردگی گرفته می شوند و مجبور به حمل موجودات می شوند تا زمانی که از خستگی بمیرند.

### ری را
به اعتقاد مردم مازندران 'ری‌را' زنی جذاب و جادویی بود که زیبایی را به جنگل‌های هیرکانی آورده است. یکی از مشهورترین اشعار نیما یوشیج، ری‌را نام دارد.

### ونگ زن (ونگِوا)
مردم مازندران به موجودی نامرئی به نام 'ونگ زن' اعتقاد دارند که در جنگل و سر جاده می نشیند و با تقلید صدای گریه بچه افراد تنها را به دام انداخته و با خود می برد.

### پاگنده مازندرانی
از موجودات افسانه ای با قدی بلند و پشمی سیاه که در میان مردم مازندران، به ویژه در غرب مازندران شناخته شده است. پاگنده نه تنها برای مردم بومی بلکه طبق ادعا برای عده ای از مسافران و طبیعت گردان جنگل هیرکانی هم قابل رویت بوده است.
برخی از سالخوردگان شهرستان نور بر این باورند که پاگنده ها امروزه و یا شاید روزگاری در این کره ابی خاکی می زیسته اند.
داستان پاگنده ها، یتی ها و ساسکواچ ها داستانی کهن است که ارتباط مستقیم با کوهستان های مرتفع و جنگل های انبوه دارد.

### بز دیو
در قسمت هایی از مازندران باوری مبنی بر وجود موجودی به نام 'بزدیو' وجود دارد. بز دیوها به صورت گروهی و قبیله ای زیست می کنند و دارای نظامی زن سالار هستند. اعتقاد بر این است دانای قبیله بزدیوان بعد از مرگ به درخت کهنسالی تبدیل می شود.

### افسانه دیوهای مازندران
تقریباً تمامی پژوهشگران بر این اعتقاد هستند که دیو سپید یا ارجنگ دیو نامی اصیل از ادبیات و زبان مازندرانی است و ریشه فارسی ندارد و خود کلمه دیو نیز ریشه مازندرانی دارد و سپس به زبان فارسی راه یافت.

## مازندران در شاهنامه
مازندران خاستگاه دیوهای بزرگی در شاهنامه است. از دیو هایی با عنوان دیو سپید، اکوان دیو و ارژنگ دیو به عنوان شاه مازندران یاد شده است. امروزه در استان مازندران مکان هایی با نام های دیو آسیاب، دیو چشمه، دیو کلا و دیو حمام وجود دارد.
موقعیت مازندران در شاهنامه را نباید با استان مازندران امروزی اشتباه گرفت، اما احتمال دارد منطقه جلگه‌ای کوچکی در این استان بوده باشد. با این حال، برخی از محققان معتقدند مازندران منطقه ای در هند بوده است، برخی دیگر معتقدند مازندران مکانی در شام یا مصر است.